# Jan (cesarz rzymski)
Jan (Ioannes, zm. 425) – cesarz zachodniorzymski od 20 listopada 423 do maja lub czerwca 425 roku. Znany jako uzurpator.
Jan był wysokim urzędnikiem rzymskim o nieznanym pochodzeniu. W roku 409 pełnił funkcję kierownika administracji (magister officiorum) uzurpatora, Pryskusa Attalusa, od 6 czerwca 412 do 12 czerwca 413 oraz 11 lipca 422 był prefektem pretorii Italii (prefect pretorio Italiae). W 423 roku (roku śmierci cesarza Cesarstwa Zachodniego — Honoriusza) Jan był pierwszym notariuszem dworu (primicerius notariorum) i naczelnikiem sekretariatu cesarza. Po kilku miesiącach, w czasie których wydawało się, że cesarz Wschodu Teodozjusz II zamierza rządzić samodzielnie, wysocy funkcjonariusze rzymscy wybrali prawdopodobnie 20 listopada Jana na cesarza Zachodu.
Oprócz poparcia wysokich urzędników Jan zyskał sobie przychylność części senatorów, w tym wpływowej rodziny Anicjuszy. Po jego stronie opowiedział się dowódca Kastynus wyznaczony na konsula w 424. Poparcia nowemu władcy nie udzielił Bonifacjusz, który był komesem Afryki, co miało duże znaczenie dla dostaw zboża do Italii i spowodowało odsunięcie się senatorów od Jana. Skłoniło to Jana do wysłania w 424 wojsk do Afryki w celu podporządkowania sobie Bonifacjusza i zapewnienia ciągłości dostaw zaopatrzenia. Wyprawa zakończyła się niepowodzeniem. Tymczasem w Galii doszło do walk między zwolennikami i przeciwnikami Jana.
Teodozjusz II nie uznał wyboru Jana na władcę zachodniej części imperium. Posłów przysłanych przez Jana do Konstantynopola uwięził i zaczął organizować pod koniec 424 wyprawę zbrojną przeciw uzurpatorowi. Na czele znacznych wojsk skierowanych do Italii stanęli Ardabur i Aspar. Jan wysłał z dużą ilością złota młodego wtedy oficera Aecjusza, który pełnił służbę na jego dworze (jako cura palatinii, czyli odpowiedzialny za utrzymanie i naprawy budynków pałacowych lub urząd o charakterze wojskowym tribunus et cura palatini w oddziałach pałacowych), po pomoc do Hunów. Jednakże oddziały Hunów wysłanych przez Rugę, ich wodza, przybyły wraz z Aecjuszem zbyt późno. Jan przegrał walkę zdradzony przez oficerów, którzy wpuścili wojska Aspara do Rawenny. Po schwytaniu i publicznym upokorzeniu stracono Jana w Akwilei w maju lub czerwcu 425 roku.
Zwolennicy Jana w większości uniknęli represji. Na wygnanie skazano Kastynusa, a rodzina Anicjuszy na kilka lat została odsunięta od zaszczytów i stanowisk. Aecjusz uzyskał przebaczenie i uratował rangę komesa, dzięki użyciu oddziałów Hunów, którzy starli się z oddziałami Aspara. To skłoniło cesarzową Gallę Placydię do porozumienia z Aecjuszem. Na łaskę mogli też liczyć urzędnicy, którzy zdradzili Jana.